# Новицький Ігор Анатолійович
Новицький Ігор Анатолійович (26 липня 1967 - 11 березня 2020 ) - тренер-викладач з рукопашного бою в Всеукраїнській федерації рукопашного бою, засновник школи єдиноборств “Рукопашник”, регіональний представник та тренер в федерації Комбат Дзю-Дзюцу України. Був у м.Кривий Ріг відомим тренером з рукопашного бою, який більше 25 років навчав бойовим мистецтвам тисячи вихованців. Майстер III дану з рукопашного бою. Виховав 5 чемпіонів світу, 10 чемпіонів Європи.

## Біографія
Народився 26 липня 1967 року у місті Кривий Ріг. Закінчив Політехнічний технікум КНУ, Класичний приватний університет. 
У 11 років (1978) пішов з однокласниками на тренування з самбо, а з 1982 зайнявся рукопашним боєм. 1986 року став Чемпіоном СРСР серед рядового та сержантського складу внутрішніх військ. 
Тренерську діяльність розпочав у 1989р. У 2008 році заснував школу єдиноборств “Рукопашник”, яка є однією з найкращих шкіл в Україні з рукопашного бою. 
Помер 11 березня 2020 року . 
З ініціативи вихованців та адміністрації школи єдиноборств “Рукопашник” засновано "Всеукраїнський відкритий турнір з рукопашного бою пам'яті тренера Новицького Ігоря".

## Нагороди та звання
Нагрудний знак "За особистий внесок у розвиток Дзержинського району" , входить до десятки найкращих тренерів України з рукопашного бою у 2017р. , найкращий тренер 2019р. м.Кривий Ріг